# Facidina suffumata
Facidina suffumata là một loài bướm đêm trong họ Noctuidae.